# جورج فيلهلم فرانز
جورج فيلهلم فرانز (بالإنجليزية: Georg Wilhelm Franz Wenderoth)‏ (و. 1774 – 1861 م) هو عالم نبات، وأستاذ جامعي من الإمبراطورية الرومانية المقدسة . ولد في ماربورغ .
توفي في ماربورغ .

## التعليم
تعلم في جامعة ماربورغ

## مناصب وهيئات
أدار جامعة ماربورغ.